# Michael (film, 2026)
Michael är en kommande amerikansk biografisk dramafilm, med premiär planerad till 2026. Filmen är regisserad av Antoine Fuqua efter ett manus skrivet av John Logan. Jaafar Jackson spelar huvudrollen som sin farbror Michael Jackson.
Filmen var först planerad att ha biopremiär i Sverige den 16 april 2025, utgiven av Universal Pictures. Biopremiären ändrades senare till den 3 oktober 2025. I maj 2025 sköts utgivningsdatumet återigen upp, och Lionsgates filmchef Adam Fogelson bekräftade strax därefter att filmen kan komma att delas upp i två delar.

## Handling
Filmen kretsar kring artisten Michael Jacksons liv och hans väg till att bli kungen av pop.

## Rollista (i urval)
- Jaafar Jackson – Michael Jackson
  - Juliano Krue Valdi – Michael Jackson, som ung
- Colman Domingo – Joe Jackson
- Nia Long – Katherine Jackson
- Miles Teller – John Branca
- Laura Harrier – Suzanne de Passe
- Jamal R. Henderson – Jermaine Jackson
  - Jayden Harville – Jermaine, som ung
- Tre Horton – Marlon Jackson
  - Jaylen Lyndon Hunter – Marlon, som ung
- Rhyan Hill – Tito Jackson
  - Judah Edwards – Tito, som ung
- Joseph David-Jones – Jackie Jackson
  - Nathaniel Logan McIntyre – Jackie, som ung